# Tarcisio Carboni
Francesco Tarcisio Carboni (Ortezzano, 9 settembre 1923 – Recanati, 20 novembre 1995) è stato un vescovo cattolico italiano.

## Biografia
Carboni viene ordinato sacerdote nel 1947 e diviene parroco di Porto Sant'Elpidio e, successivamente, direttore spirituale del seminario arcivescovile di Fermo e vicario generale dell'arcivescovo metropolita di Fermo Norberto Perini.
Dal 1970 al 1974, come presbitero fidei donum si reca, con altri sacerdoti fermani missionari, in Brasile, in diocesi di Mogi das Cruzes, tra i lebbrosi di Gopouva (Guarulhos), dove fonda il Pensionato di San Francesco.

### Ministero episcopale
L'11 febbraio 1976 papa Paolo VI lo nomina vescovo delle diocesi di Macerata, Tolentino, Recanati, Cingoli, Treia, diocesi che il 30 settembre 1986 saranno unificate dalla Congregazione per i vescovi con proprio decreto.
Si impegna nel far riscoprire alla diocesi e alla città di Macerata la figura di padre Matteo Ricci, maceratese, missionario gesuita in Cina. Il 19 aprile 1984 ne avvia il processo di beatificazione.
Muore in un incidente stradale per collisione con un veicolo contromano il 20 novembre 1995.

## Genealogia episcopale
La genealogia episcopale è:
- Cardinale Scipione Rebiba
- Cardinale Giulio Antonio Santori
- Cardinale Girolamo Bernerio, O.P.
- Arcivescovo Galeazzo Sanvitale
- Cardinale Ludovico Ludovisi
- Cardinale Luigi Caetani
- Cardinale Ulderico Carpegna
- Cardinale Paluzzo Paluzzi Altieri degli Albertoni
- Papa Benedetto XIII
- Papa Benedetto XIV
- Papa Clemente XIII
- Cardinale Marcantonio Colonna
- Cardinale Giacinto Sigismondo Gerdil, B.
- Cardinale Giulio Maria della Somaglia
- Cardinale Carlo Odescalchi, S.I.
- Cardinale Costantino Patrizi Naro
- Cardinale Lucido Maria Parocchi
- Papa Pio X
- Papa Benedetto XV
- Papa Pio XII
- Cardinale Carlo Confalonieri
- Arcivescovo Cleto Bellucci
- Vescovo Francesco Tarcisio Carboni